# Grand Bouddha de Ling Shan

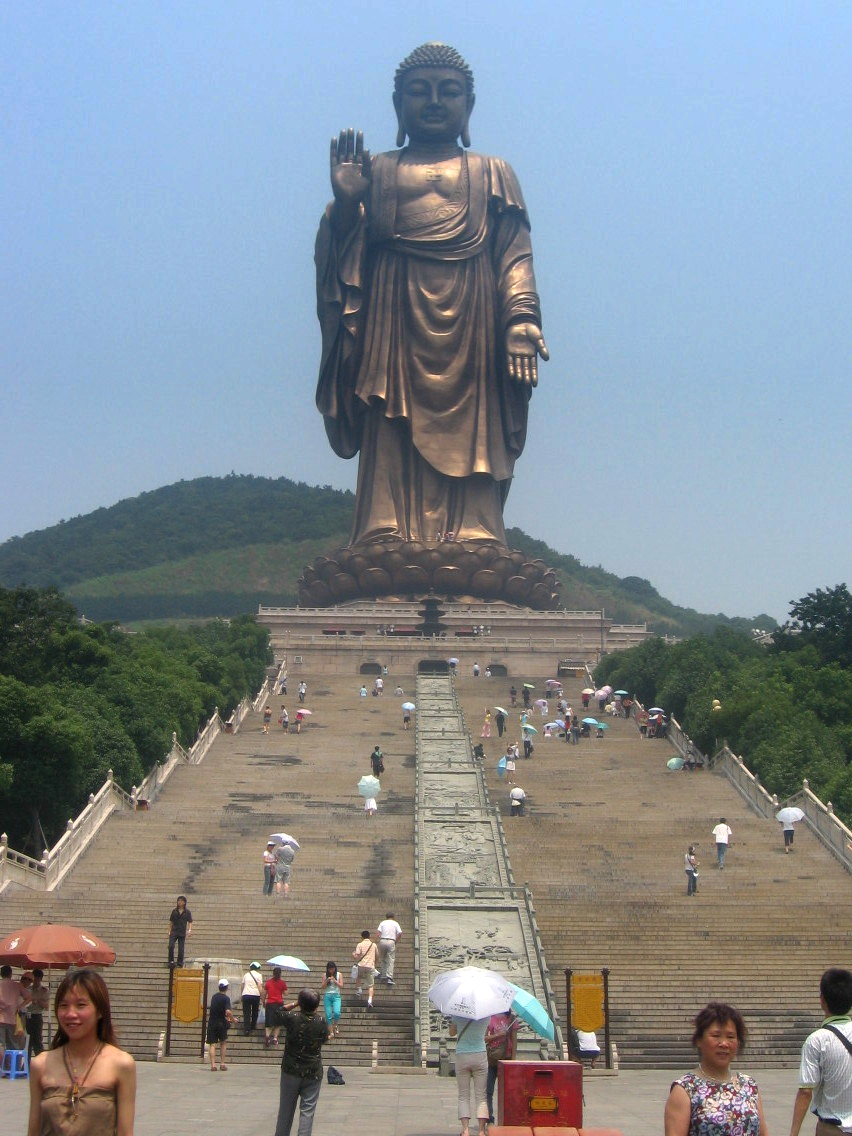
99 marches mènent à la statue du Grand Bouddha de Ling Shan

Le Grand Bouddha de Ling Shan (en chinois 靈山大佛) est une statue de 88 mètres de haut, 9e plus grande statue au monde. Elle se situe sur la colline Linshan près de la montagne Maji, non loin de la ville de Wuxi dans la province de Jiangsu.
Le Grand Bouddha de Ling Shan représente le Bouddha Gautama, dit Shākyamuni. Debout, elle adopte la position dite « mudrā vitarka », comme la statue Ushiku Daibutsu, au Japon, ou celle du Bouddha du Temple de la Source, en Chine, respectivement 3e et plus grande statue au monde.

## Description
La statue du Grand Bouddha de Ling Shan représente un Amitābha (bouddha du bouddhisme mahayana et vajrayana). Haute de 88 mètres et pesant pas moins de 700 tonnes, cette statue en extérieur de bronze fait partie des dix plus grandes statues au monde. 
Le Grand Bouddha se tient debout, adoptant la position dite « mudrā vitarka », sur une fleur de lotus dont les pétales portent gravés les noms des mécènes qui ont contribué de manière significative à l'érection de la statue (entreprises ou riches particuliers). 
De nombreuses salles sont aménagées dans le socle de la statue, formant un véritable musée consacré à l'art bouddhique. C'est par le biais de ce musée que le visiteur arrive à l'ascenseur permettant d'accéder à la plate-forme supérieure, au pieds du bouddha lui-même.

## Histoire
Le site sur lequel la statue a été construite était originellement celui d'un ancien temple bouddhique disparu, le temple Xiangchan, qui était très célèbre pendant les dynasties Tang et Song.
Créée à la fin du XXe siècle, la statue fut terminée à la fin de l'année 1996.
En 2008, un Palais des "Cinq-Sceaux" et un Palais de Brahma furent à leurs tours construits au sud-est de la statue du grand bouddha pour accompagner celle-ci.

## Galerie

### Le Grand Bouddha

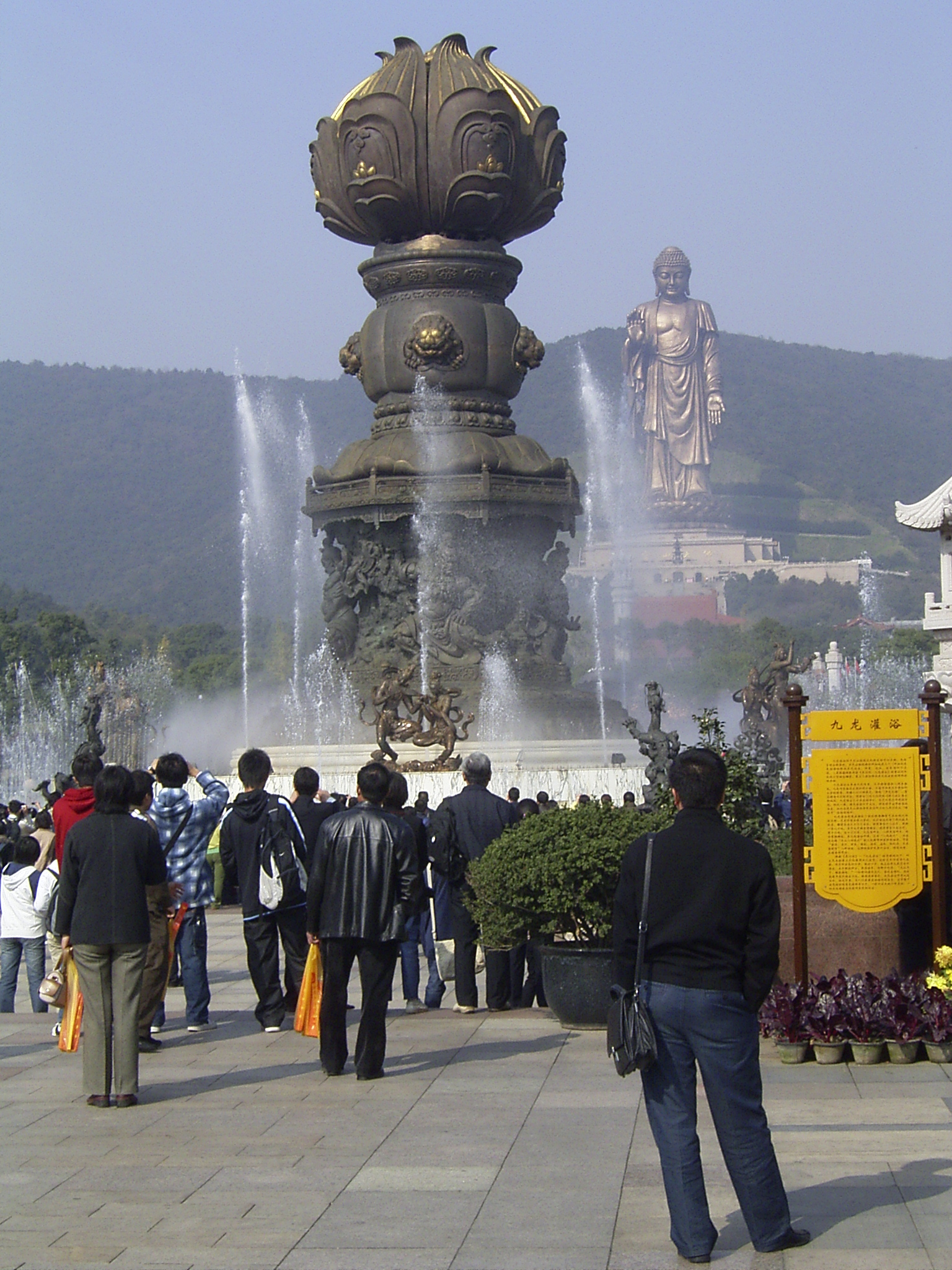
Fontaine avec le Grand Bouddha dans le lointain
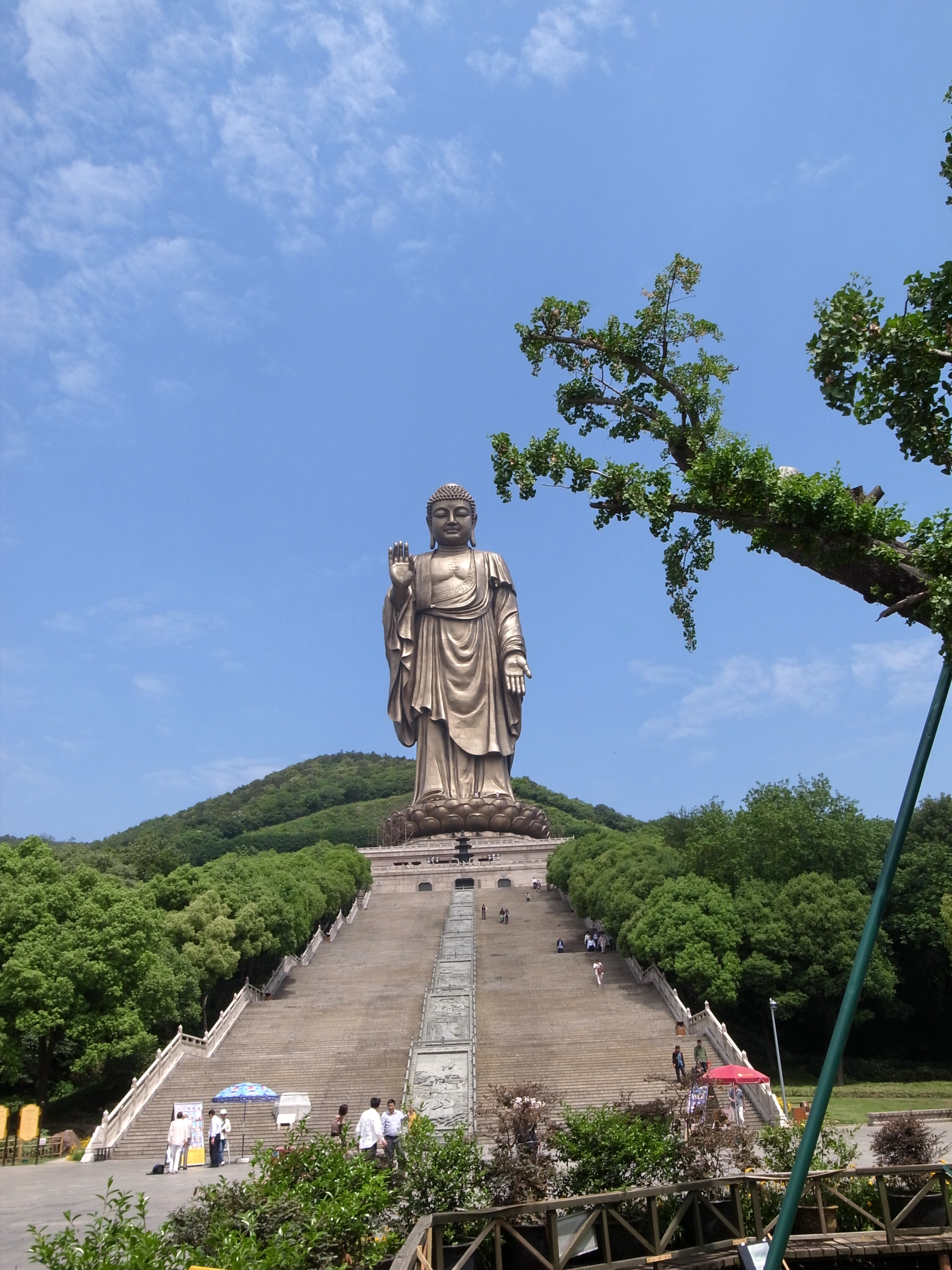
Grand Bouddha de Ling Shan
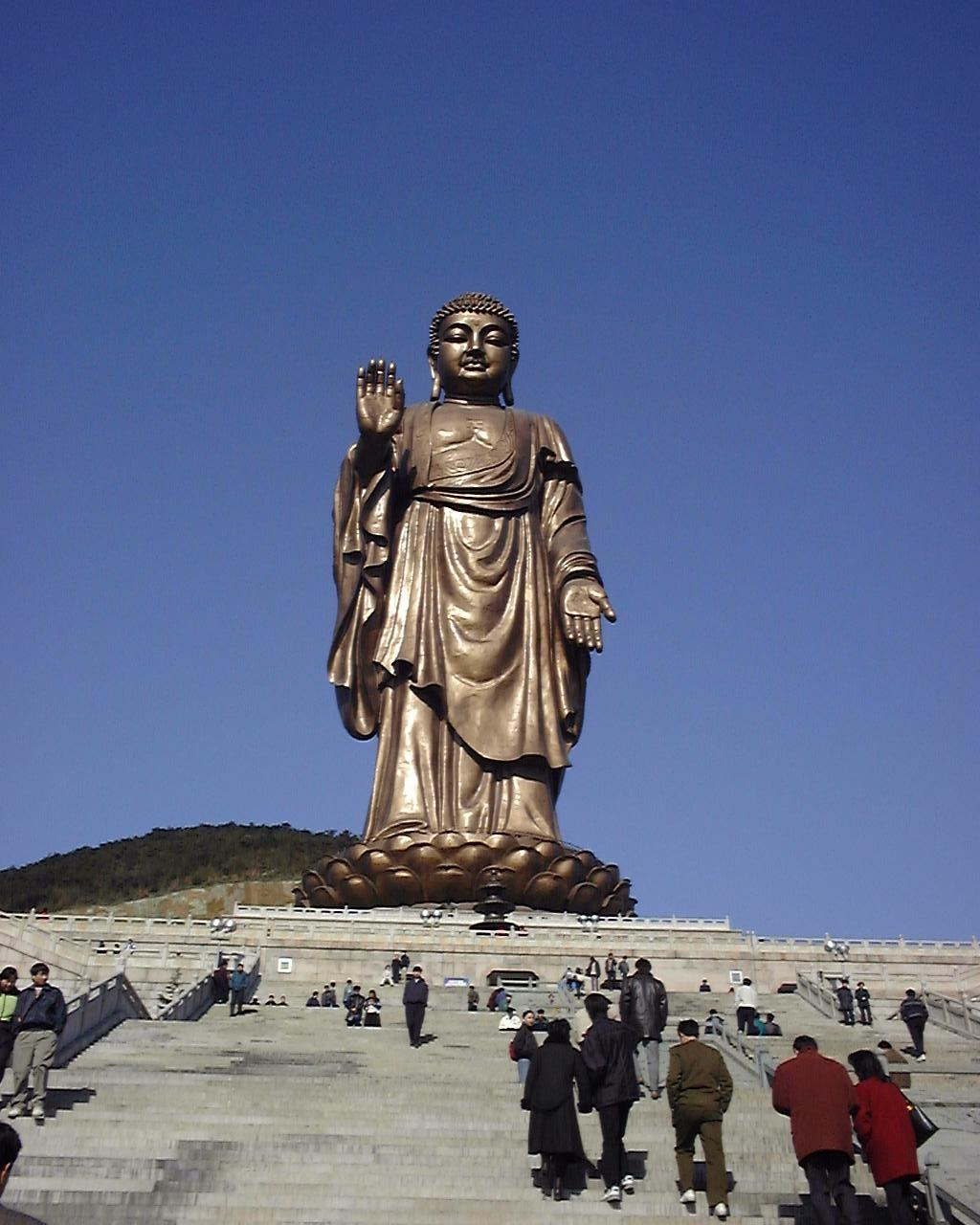
Grand Bouddha vu du pied des escaliers
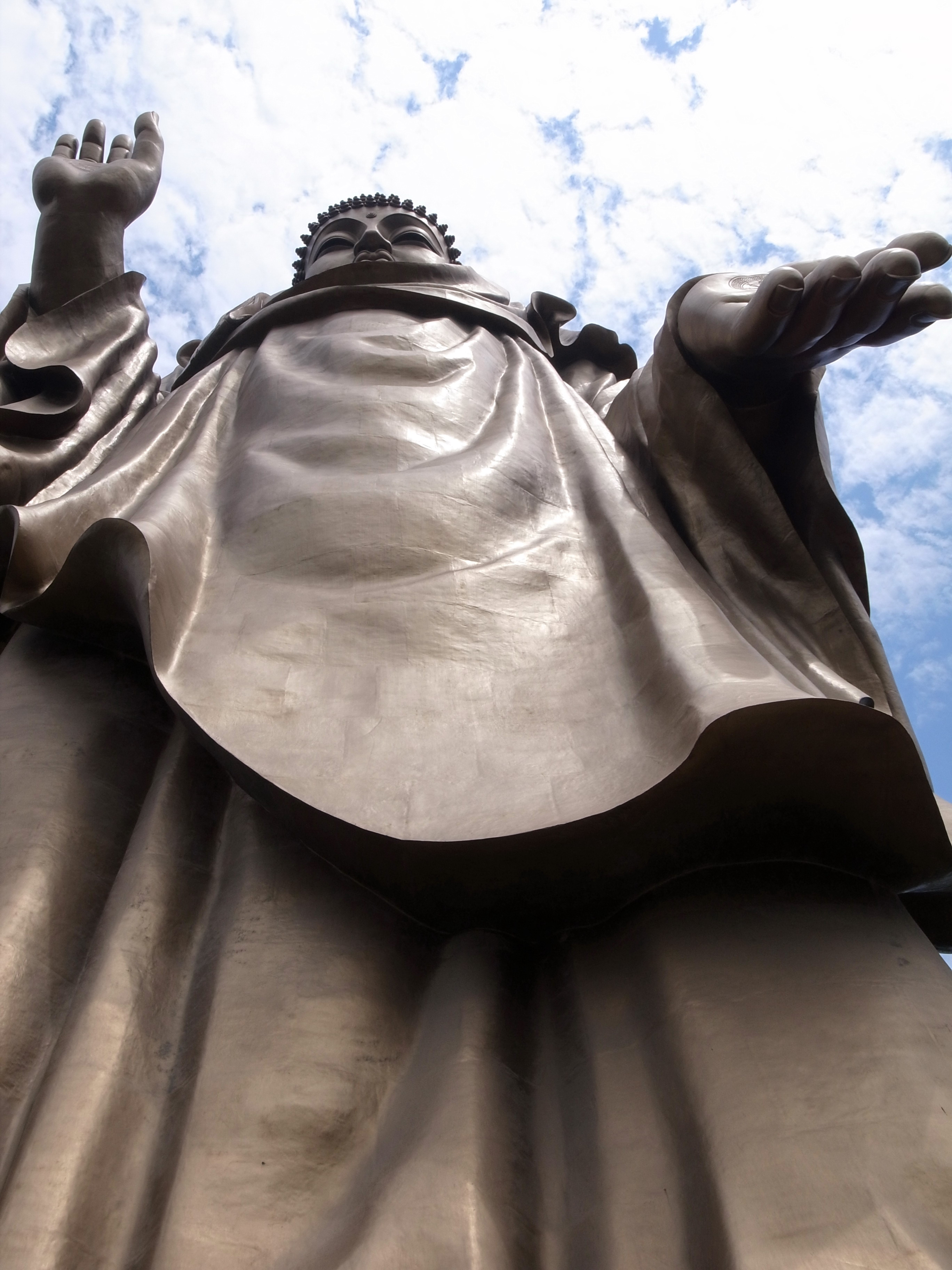
Grand Bouddha vu du bas
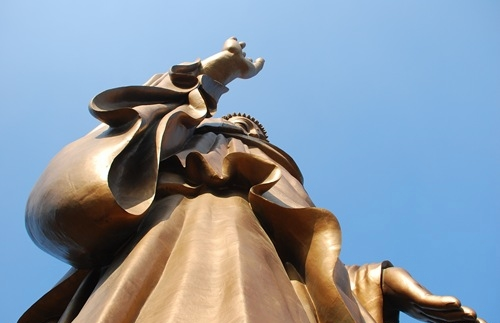
Grand Bouddha vu du bas

### Temples construits en 2008

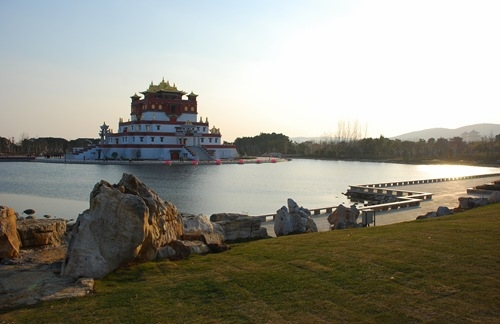
Palais des "Cinq-Sceaux"
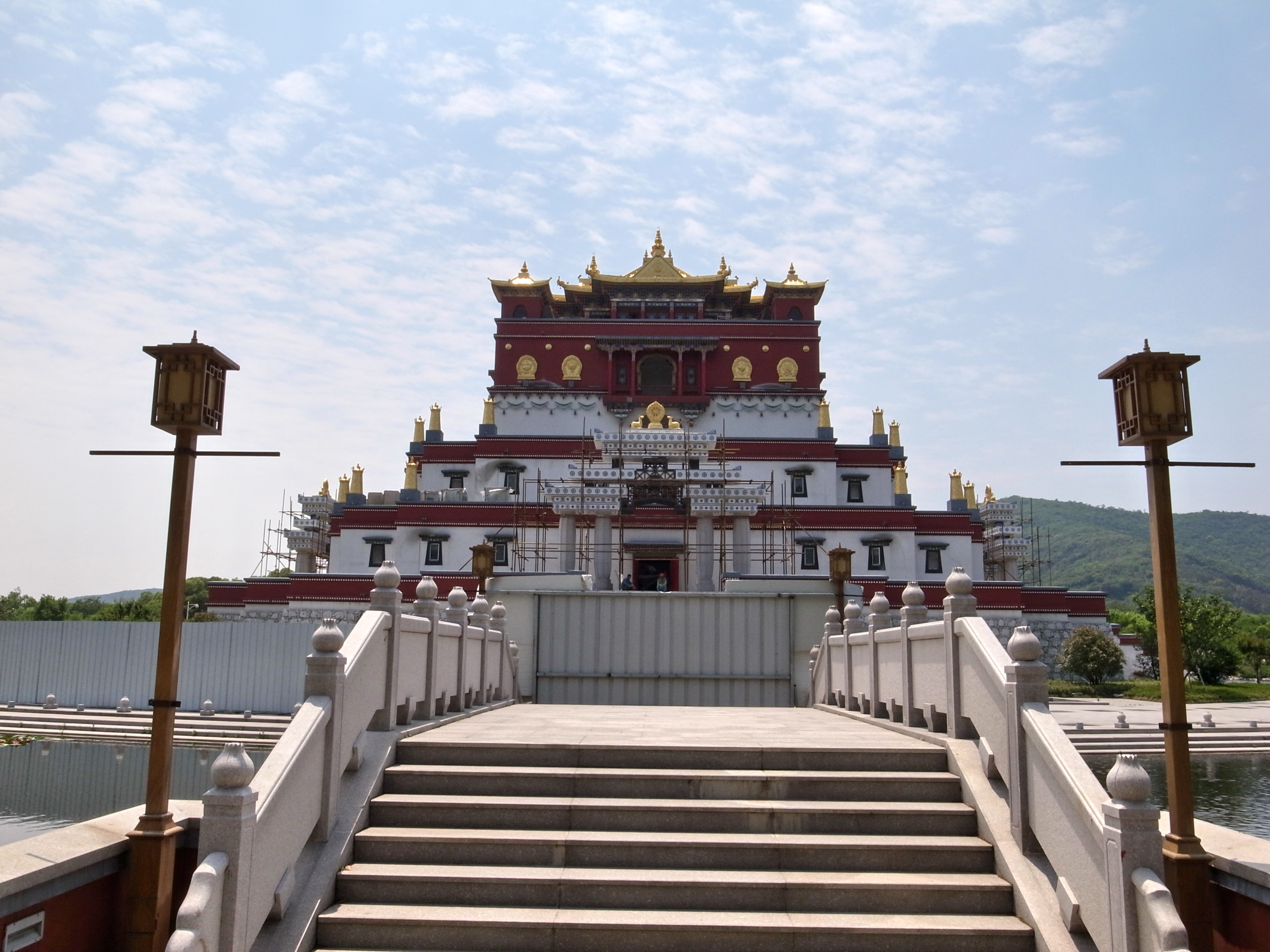
Palais des "Cinq-Sceaux" vu du pied des escaliers
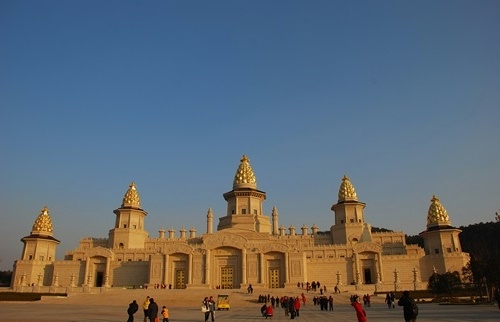
Palais de Brahma
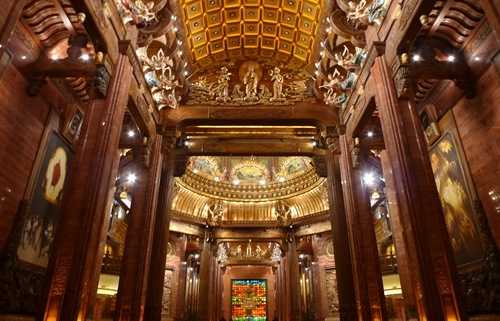
A l'intérieur du Palais de Brahma de Ling Shan
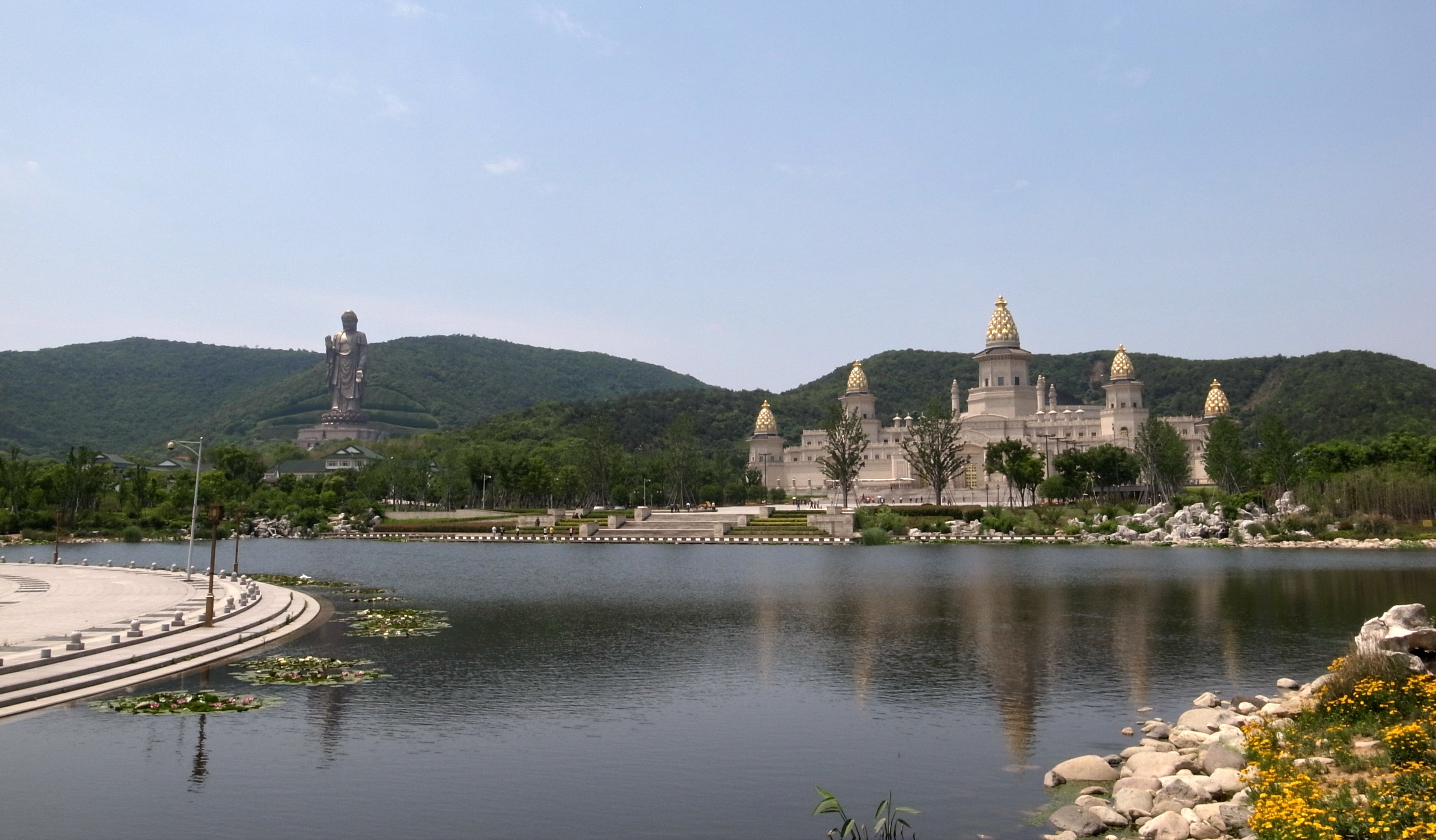
Palais de Brahma avec le Grand Bouddha en arrière-plan